# VfR Fischeln
Der VfR 1920 Fischeln e. V. ist ein Fußballverein aus Fischeln, einem Stadtteil von Krefeld in Nordrhein-Westfalen. Neben Fußball wird Badminton, Bogensport, Breitensport ausgeübt. Die Vereinsfarben sind Grün-Weiß.

## Geschichte
Der Verein wurde 1920 gegründet. Überregionale Bedeutung erhielt der Verein erst in den 2000er Jahren, als er 2004 in die Landesliga Niederrhein aufstieg. Dort spielte der Verein mehrere Spielzeiten oben mit und verpasste knapp den Aufstieg. Im Jahr 2009 konnte dann schließlich der Aufstieg in die sechstklassige Niederrheinliga gefeiert werden. Erwähnenswert ist, dass der VfR Fischeln in dieser Liga ein Heimspiel gegen den KFC Uerdingen 05 vor etwa 7500 Zuschauern im Grotenburg-Stadion austrug. Auch die folgenden Derbys gegen diesen Gegner, der unter anderem auch bei einem Spiel Aílton in seinen Reihen hatte, wurden von mehreren Tausend Zuschauern besucht. Am Ende der Spielzeit 2010/11 stieg der Verein wieder in die Landesliga ab, doch es konnte der sofortige Wiederaufstieg in die nun geschaffene fünftklassige Oberliga Niederrhein geschafft werden. Nach nur einer Spielzeit dort stieg man in die Landesliga ab, schaffte aber 2014 die Meisterschaft und stieg sofort wieder in die Oberliga Niederrhein auf. Dort kam der Verein in der Saison 2015/16 auf den sechsten Platz und 2016/17 auf den vierten Platz. 2018 ging es wieder runter in die Landesliga und 2023 ging es weiter runter in die Bezirksliga. Dort gelang unter Trainer Ronny Kockel der direkte Wiederaufstieg, jedoch stiegen die Krefelder bereits in der folgenden Saison 2024/25 wieder runter in die Bezirksliga.

## Persönlichkeiten
- Chrissovalantis Anagnostou
- Sebastian Hahn
- Kei Hirose
- Quin Kruijsen
- Ryōta Nakaoka
- Manfred Kubik
- Damian Rączka
- Jörg Scherbe
- Uwe Weidemann (Trainer)